# Osiedle Jana Pawła II (Ostrów Wielkopolski)
Osiedle administracyjne IV im. Jana Pawła II w Ostrowie Wielkopolskim – osiedle administracyjne położone we wschodniej części miasta. Liczy ok. 18 tys. mieszkańców. Obejmuje południową część Krępy oraz północne rubieże dawnego folwarku Stare Kamienice.
Dzieli się na kilka podjednostek:
- część północna, w której przeważa starsza zabudowa jednorodzinna. Na zachodnich rubieżach d. tzw. Dzielnica Adwokacka z modernistycznymi willami
- część północno-wschodnia i południowo-wschodnia, przeważa nowa zabudowa jednorodzinna, intensywnie rozbudowywane
- część wschodnia, obecnie rozbudowywana jako miejsce koncentracji zabudowy wielorodzinnej na wschodzie miasta, realizowany duży Park Sześćsetlecia Ostrowa na bazie m.in. tzw. Koziego Borku. Obecnie istnieją tu między innymi kompleks boisk sportowych Orlik 2012 oraz plac zabaw Nivea[1]
- część centralna (os. Paderewskiego, os. Wschód, os. Spółdzielcze, d. os. Manifestu Lipcowego), największe osiedle zabudowy wielorodzinnej w Ostrowie, miejscami przemieszana z zabudową jednorodzinną, rozbudowywana głównie do końca lat 80., większość usług osiedla Jana Pawła II jest skoncentrowana w tej jego części, kościół św. Pawła Apostoła
- część zachodnia – wybudowane podczas II wojny światowej Osiedle Robotnicze
- część południowa (os. Jana Pawła II), oddzielona od pozostałych obszernymi ogrodami działkowymi, intensywnie rozbudowywane od lat 90. –  nowa zabudowa wielorodzinna, pozostałości starej zabudowy folwarku Stare Kamienice

Wschodnią część osiedla przecina obwodnica śródmiejska Ostrowa (ul. Strzelecka). Niezabudowane tereny po jej wschodniej stronie rozważane są jako możliwa lokalizacja handlu wielkopowierzchniowego w Ostrowie. Planowany Park Sześćsetlecia (realizacja od roku 2006) jest przewidziany także jako miejsce na obiekty sportowo-rekreacyjne.
Wschodnim obrzeżem osiedla poprowadzono szlak turystyczny:
- rowerowy – Transwielkopolska Trasa Rowerowa, odcinek południowy: Poznań – Ostrów – Siemianice

Linie autobusowe: 3 (w szczycie),5 (w szczycie),7, 8, 10, 13, 21, 25, C